# Lehesten (Thüringer Wald)
Lehesten település Németországban, azon belül Türingiában. Lakosainak száma 1555 fő (2023. december 31.).

## Népesség
A település népességének változása:
| Lakosok száma | 1807 | 1661 | 1691 | 1596 | 1614 | 1555 |
|               | 2014 | 2017 | 2019 | 2021 | 2022 | 2023 |